# Clotilda (navire)
Pour les articles homonymes, voir Clotilda.
Le Clotilda est une goélette de deux mâts considérée comme le dernier navire négrier à avoir accosté aux États-Unis avec une cargaison de 110 captifs africains.
D'après Sylviane Diouf, dans son livre paru en 2007, Dreams of Africa in Alabama, « C'est l'histoire la mieux documentée d'un voyage d'esclaves dans l'hémisphère ouest ». 
Les captifs embarqués sur le Clotilda étaient les derniers des 307 000 à 389 000 Africains ramenés de force pour être asservis sur le continent nord-américain entre le début du XVIIe siècle et les années 1860,. Des milliers de navires ont participé à la traite transatlantique, mais peu d'épaves de navires négriers ont été retrouvées.

## Le navire
Acheté pour un montant de 9 000 dollars alors que les prix du marché étaient vingt fois plus élevés dans l'Alabama de 1860, le Clotilda est un navire de 26 mètres (86 pieds) de long, d'un maître-bau de 7 mètres (23 pieds), une cale de 2,10 mètres et une coque gainée de cuivre, selon la technique utilisée à l'époque pour les navires marchands qui s'aventuraient sur l'océan,.
Construite sur mesure dans le Golfe du Mexique, la goélette avait une charpente en chêne blanc recouverte de pin jaune du sud. Elle était équipée d'une dérive haute de 4 mètres qui pouvait être levée ou baissée en fonction de la profondeur de l'eau.
Construite et mise à l'eau en 1855, sous la supervision du capitaine William Foster, la goélette Clotilda a d'abord transporté du bois d’œuvre et divers matériaux. Le capitaine Foster travaille ensuite pour Timothy Meaher, un riche armateur et planteur de Mobile dans l'état d'Alabama et capitaine de bateau à vapeur.

## Acte d'interdiction d'importation des esclaves de 1807
L’importation d’esclaves aux États-Unis est interdite par un acte voté par le Congrès américain, le 2 mars 1807, mais entré en vigueur seulement le 1er janvier 1808. Enfreindre cette loi était un crime passible de la peine de mort depuis 1820,. Toutefois, la pratique s’est poursuivie illégalement, jusqu’à ce que le Clotilda soit brûlé et sabordé, dans le but de détruire les preuves, peu après son arrivée dans la baie de Mobile en 1860.
L'importation d'esclaves étant interdite aux États-Unis depuis 1808, les propriétaires sudistes des plantations avaient vu les prix du commerce d'esclaves grimper en flèche. Dans le Deep South, le Sud profond, alors en pleine expansion, on achetait à grand prix des esclaves dans les États situés plus au nord. Il fallait compter environ 50 000 dollars d’aujourd’hui pour un esclave virginien, par exemple, alors qu’un Africain coûtait 14 000 dollars.
Nombreux étaient ceux qui plaidaient en faveur d'une reprise de la traite négrière.
Meaher a parié 1 000 dollars avec des hommes d'affaires du Nord de la Nouvelle-Angleterre, qui ont probablement participé au financement de cette entreprise illégale, qu’il pourrait réussir à faire entrer des esclaves aux États-Unis, malgré la loi de 1807 interdisant l’importation de esclaves,.

## Le voyage

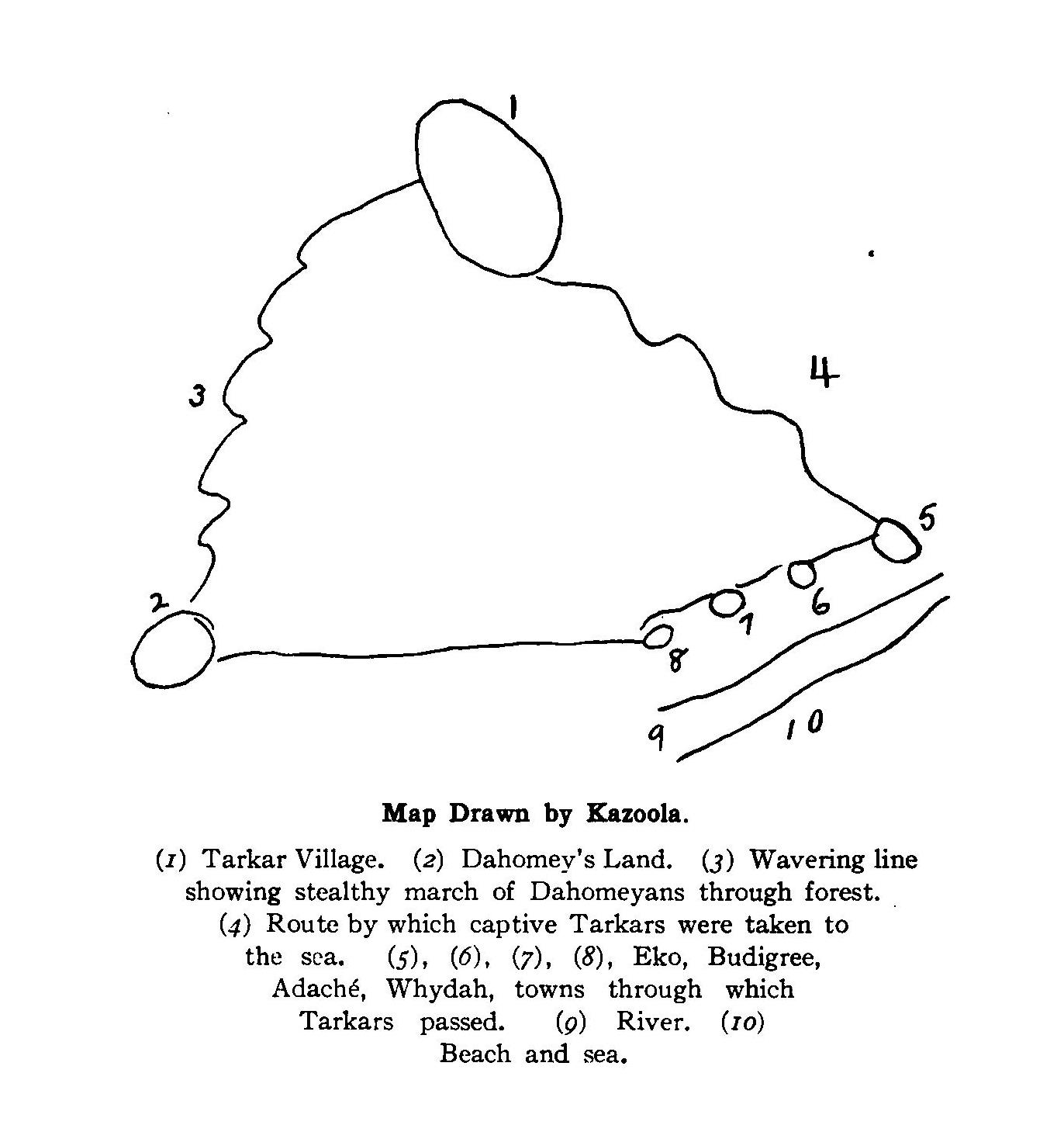
Carte réalisée par Lewis Cudjo pour illustrer sa capture

Les commanditaires du voyage avaient affrété le navire pour acheter des esclaves à Ouidah, dans le royaume de Dahomey.
Meaher avait appris que les tribus d’Afrique de l’Ouest se battaient entre elles et que le roi du Dahomey (actuellement le Bénin) était disposé à vendre des prisonniers de guerre comme esclaves. Les forces du roi du Dahomey avaient attaqué des communautés à l’intérieur du pays, amenant des prisonniers sur le grand marché aux esclaves du port de Ouidah.
Transformé en négrier, le navire quitte Mobile entre le 27 février 1860 et le 4 mars 1860, sous le commandement du capitaine Foster et arrive à Ouidah le 15 mai 1860. L'équipage est composé de 12 hommes, le capitaine compris. En plus des vivres, il transporte pour 9 000 dollars d'or pour l’achat d’esclaves.
Foster achète environ 125 africains à raison de 100 dollars par personne. Ils sont principalement des Tarkbar capturés dans un raid près de Tamale, dans l'actuel Ghana. Il décrit sa rencontre avec un prince et est introduit à la cour du roi, où il observe quelques pratiques religieuses. D'après son journal de bord, Foster a été autorisé à examiner 4 000 captifs détenus dans un entrepôt, parmi lesquels 125 sont achetés.
Le 24 mai 1860, pendant que les esclaves montent à bord, Foster observe deux navires à vapeur au large du port et ordonne à l’équipage d'appareiller immédiatement, bien que seuls 110 esclaves soient montés à bord.
Sur le chemin du retour à Mobile, il croise un Man'o'war, mais y échappe grâce à la diversion d'un squale. Il atteint le phare d’Abaco sur les plages des Bahamas avant le 30 juin. Alors qu’il continue sa traversée des Caraïbes, l'équipage déguise la goélette en caboteur (navire transportant des esclaves dans le commerce côtier d’esclaves domestiques le long des côtes américaines) en supprimant la grand-voile et l’avant-mât, de façon à éviter l’interception. Parmi les hommes, les femmes et enfants entassés dans la cale de la goélette, une jeune fille trouve la mort au cours des six semaines de voyage.
Foster ancre clandestinement le Clotilda le 9 juillet au large de Pont of Pines à Grand Bay, Mississippi, près de la frontière avec l’Alabama. Il voyage par voie terrestre à cheval vers Mobile pour rencontrer Meaher. Par crainte des accusations criminelles, le capitaine Foster a amené la goélette dans le port de Mobile de nuit et l’a remorquée de la rivière Spanish jusqu’à la rivière Alabama à Twelve Mile Island. Il transfère les esclaves dans un bateau à vapeur fluvial, puis incendie le Clotilda avant de le couler. Il paye l’équipage et leur conseille de retourner vers le nord.

## Les captifs duClotilda

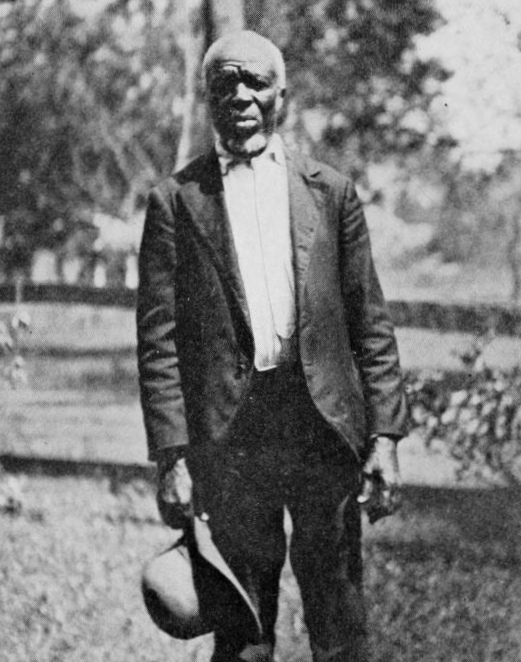
Cudjoe Lewis

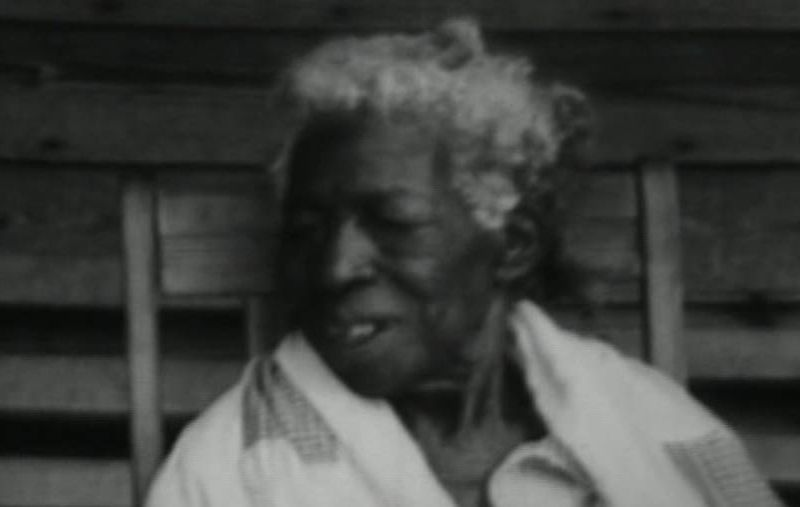
Redoshi dans The Negro Farmer (1938)

Mobile est situé dans le Sud profond et les Noirs, qu’ils soient d'origine africaine ou natifs, étaient surtout esclaves, occupant le bas de l'échelle sociale. Les Africains du Clotilda ne pouvaient pas être légalement réduits en esclavage parce qu’ils avaient été introduits en contrebande ; cependant, ils ont été traités comme propriétés personnelles.
Les captifs ont été répartis principalement parmi les bailleurs de fonds de cette expédition, Timothy Meaher gardant 16 hommes et autant de femmes dans sa propriété au nord de Mobile, Burns prenant 20 captifs, James Meather 8 prisonniers et Foster 16.
Cudjo Lewis, connu sous le nom de Kossola ou Kazoola, figurait parmi les 32 détenus par Meaher. Il est supposé être un chef et le plus vieil esclave à bord. Porte-parole de sa communauté, dont le témoignage a été recueilli et même filmé par l’essayiste américaine Zora Neale Hurston en 1928. Cudjo Lewis a vécu jusqu’en 1935 et est considéré comme l'avant-dernier survivant du Clotilda, puis ont été identifiées Redoshi, connue également sous le nom de Sally Smith, qui a vécu jusqu'en 1937 et Matilda McCrear, la dernière survivante vivante connue qui a vécu jusqu'en 1940. Après la Guerre de Sécession, il fait partie des fondateurs d’Africatown (en), une communauté fondée par 32 anciens esclaves établis au nord de Mobile, en Alabama. Ils ont été rejoints par d’autres personnes d'origine sub-saharienne et ont formé une communauté qui a continué à pratiquer leurs coutumes ancestrales ouest-africaines et la langue yoruba pendant des décennies.
Certains captifs ont été vendus à des personnes qui vivaient à distance de Mobile. Parmi eux figurent Redoshi et un homme plus tard connu sous le nom de William ou Billy, vendus à Washington Smith, un planteur du comté de Dallas, toujours en Alabama ; ils se marièrent et eurent une fille à Bogue Chitto. On estime que Redoshi est la dernière survivante du navire.

## Poursuites judiciaires
Le gouvernement fédéral a poursuivi Meaher et Foster en 1861 pour violation de la loi interdisant la traite négrière. mais n’a pas obtenu de condamnation. Timothy Meaher, libéré sous caution, est ensuite jugé puis acquitté faute de preuves, le navire et son manifeste n'ayant jamais été retrouvés. Les procédures fédérales contre Burns, Meaher et Dabney sont rejetées, fautes d'avoir mis la main sur « lesdits nègres ». Foster est condamné à une amende de 1 000 dollars pour défaut de paiement des droits de douane sur ses « importations ».
Les historiens croient que le cas a été abandonné par le gouvernement fédéral en partie en raison du déclenchement de la guerre de Sécession.

## Africatown

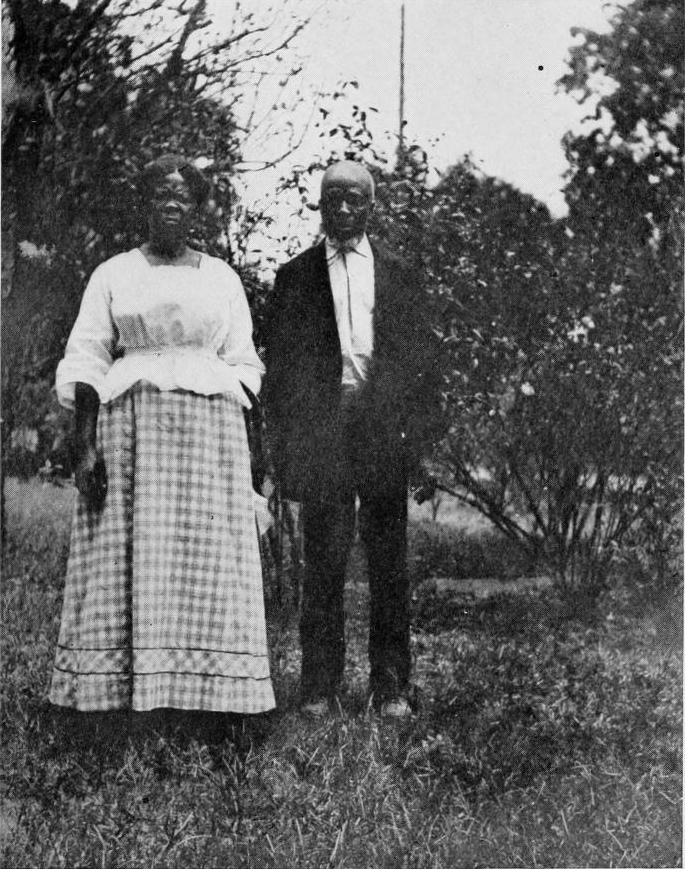
Lewis et sa camarade d'infortune dans le Clotilda, la survivante Abaché (Clara Turner) vers 1914. Il reste à l'époque 8 captifs survivants du Clotilda.

Les captifs récupérés par Meaher ont été détenus dans sa plantation. La fin de la guerre de Sécession a entraîné l'émancipation effective des survivants du Clotilda. Comme cela a été le cas pour de nombreux affranchis, Redoshi et William sont restés avec leur fille à la plantation de Bogue Chitto et ont continué à y travailler.
Les anciens esclaves du Clotilda ont alors travaillé très durement pour acheter des parcelles, y compris celles de Meaher, et y construire leur maison.
Beaucoup d’anciens esclaves de Meaher retournèrent à Magazine Point, et sur la terre détenue par Meaher dans le delta juste au nord de Mobile et sur la rive ouest de la rivière Mobile. Ils y ont fondé une communauté noire, connue sous le nom d’Africatown. D’autres anciens esclaves issus de diverses ethnies africaines ont rejoint cette communauté, qui a adopté des règles communautaires basées sur la plupart des coutumes tribales du peuple Takpa. La langue Yoruba s'y est maintenue jusque dans les années 1950, ainsi que de nombreuses traditions culturelles.
Les enfants nés dans la communauté ont commencé à apprendre l’anglais, d’abord à l’église, puis dans les écoles qui ont été fondées à la fin du XIXe siècle.
Une centaine de descendants d'esclaves du Clotilda vivent encore à Africatown, et d’autres dans ses environs. Un buste commémoratif de Cudjo Lewis a été placé devant l’ancienne église de l'Union missionnaire baptiste. Le district historique d’Africatown a été inscrit au registre national des lieux historiques en 2012.
La communauté d’Africatown a grandi à mesure que l’industrie s'est établie le long du bras supérieur du fleuve. Les ouvriers ont été attirés par les usines de papier construites après la Seconde Guerre mondiale. Au XXe siècle, la population a culminé à 12 000 habitants. Mais la fermeture des industries et la perte d’emplois induite ont entraîné la diminution de la population, réduite à environ 2 000 personnes au début du XXIe siècle.
Après la Seconde Guerre mondiale, le quartier d’Africatown a été absorbé pour l'essentiel par la ville de Mobile, ainsi que par la ville voisine de Prichard, en Alabama. En 2012, le district historique d’Africatown a été reconnu et inscrit au registre national des lieux historiques. Le cimetière est également répertorié.
À partir du XXe siècle, l’immense majorité des gens qui l’habitent ne sont plus les descendants d’esclaves du Clotilda. On trouve des descendants ailleurs aux États-Unis. Questlove (de son vrai nom, Ahmir Khalib Thompson), célèbre batteur, DJ et producteur américain, a un aïeul qui a traversé l’Atlantique dans les cales du Clotilda.

## Recherche de l'épave
Du fait que le capitaine Foster ait rapporté qu’il avait brûlé et coulé le Clotilda dans le Delta au nord de la baie de Mobile, des recherches ont eu lieu au cours du XXIe siècle pour retrouver l’épave. Plusieurs épaves visibles ont été désignées par les habitants comme étant le navire négrier.
À la suite d'une marée basse historique, causée par un vent du nord (blizzard) en Amérique du Nord, la découverte d'une épave dans un bayou du delta inférieur du fleuve Tensaw-Mobile, à quelques kilomètres au nord de la ville de Mobile, le 24 janvier 2018, laisse penser qu'il pourrait s'agir de celle du Clotilda. Le reporter Ben Raines y croit fortement et des discussions s'engagent entre les habitants d'Africatown sur le rôle mémoriel du navire retrouvé. Le 5 mars 2018, Raines rapporte qu'il ne s'agit vraisemblablement pas du Clotilda, les chercheurs ayant conclu qu'il semblait être « tout simplement trop grand, avec une portion importante cachée sous la boue et la profondeur de l’eau ».
Le 22 mai 2019, après une longue enquête, l’Alabama Historical Commission annonce que l'épave du Clotilda est formellement identifiée au fond d'un bras isolé du fleuve Mobile,,,. En mai 2022 une nouvelle équipe de plongeurs et d'archéologues dépêchée par la même Commission reprend les fouilles.

## Vidéographie
- National Geographic, « What the Discovery of the Last American Slave Ship Means to Descendants | National Geographic », 22 mai 2019